# Лефельдт, Вернер
Ве́рнер Ле́фельдт (нем. Werner Lehfeldt, 20 мая 1943, Перлеберг) — немецкий языковед-славист, ординарный профессор славистики в Гёттингенском университете. Действительный член и вице-президент Академии наук в Гёттингене, член-корреспондент Хорватской академии наук и искусств (1992)., иностранный член Российской академии наук. Занимается синхронным, диахронным и типологическим изучением славянских языков.

## Биография
- 1962 Изучение русистики и англистики в университете г. Майнца.
- 1962/1963-1965 Изучение славистики, истории, общего языкознания и социологии в Гамбургском университете.
- 1965/1966-1966 Изучение славистики в Сараевском университете.
- 1966/1967-1967 Изучение славистики в Рурском университете г. Бохума.
- 1967 Защищена первая докторская диссертация (Promotion) в Рурском университете г. Бохума.
- 1973 Защищена вторая докторская диссертация (Habilitation) в Рурском университете г. Бохума.
- 1975—1992 Ординарный профессор Констанцского университета.
- 1983 Соиздатель (с 1993 г. — и редактор) международного журнала «Russian Linguistics».
- С 1991 года работает на кафедре «Славянской филологии (языкознание)» в Гёттингенском университете.

Преподавал также в университетах Бохума, Базеля, Цюриха и Женевы.

## Основные публикации

### Книги на немецком языке
- «Сербохорватская ахамиадо-письменность боснийских мусульман» (1969)
- «Общая типология языков» (совм. с Г. Альтманом, 1973)
- «Введение в квантитативную фонологию» (совм. с Г. Альтманом, 1980)
- «Введение в морфологическую концепцию славянской акцентологии» (1993; 2-е изд. 2001; 3-е изд., изм. и доп. 2009)
- «Согласование, управление, примыкание. Систематическое и историческое изучение общего морфосинтаксиса и словосочетаний в русском языке» (совм. с П. Шмидтом, 1995)
- «Введение в лингвистику для славистов» (1995; 2-е изд. 1996)
- «Древнерусские надписи Гильдесгеймского энколпиона» (1999)
- «Сербско-русская языковая встреча начала XVI в.» (2000)
- «'Kriposti Ferdinanda II' Ю. Раткая Великотаборского в сравнении с их латинским оригиналом» (2003)
- «Акцент и ударение в русском языке» (2003; 2-е изд., изм. и доп. 2012; русское издание в 2006 г.; 2-е изд. 2010)

### На русском языке
- Лефельдт В. Спряжение украинского и русского глаголов и морфологическая типология славянских языков. М.: Языки славянской культуры, 2003. — 176 с. — ISBN 5-94457-084-9
- Лефельдт В. Акцент и ударение в русском языке. М.: Языки славянской культуры, 2006. — 248 с. — ISBN 5-9551-0162-4
  - Лефельдт В. Акцент и ударение в современном русском языке. 2-е изд., пер. и доп. М.: Языки славянской культуры, 2010. — 288 с. — ISBN 978-5-9551-0399-0
- Лефельдт В. Модернизация текстов Пушкина и её последствия. Критические замечания по пробному тому запланированного нового академического издания произведений А. С. Пушкина // Новое литературное обозрение. — 1998. — № 33. — С. 161—185.
- Лефельдт В. Бисмарк и русский язык // Вереница литер. К 60-летию В. М. Живова. М.: Языки славянской культуры, 2006. — С. 449—469.